# 王元超 (法学家)

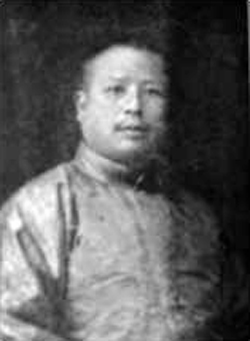
王元超

王元超（？—？）字霅溪，福建闽侯人。中华民国法学家、法官、检察官。

## 生平
王元超毕业于日本东京法政大学法律专门部。归国后，曾任福建法政专门学校教员，后来奉司法部委署江苏上海地方检察厅书记官长、代理检察官等职务，并考取律师资格，同时还兼任上海法政学校教授。
1927年，时任福建思明地方审判厅书记官长兼推事的王元超获聘出任厦门大学法科兼职法学讲师。王元超曾为厦门大学法科同学会刊物《法潮》的创刊撰写了《出版祝词》：“煌煌黉舍，艺术大成；莘莘学子，法理专精。灌输文明，交换智识；不有报章，安稽成绩。季刊一册，专纪同堂；声振厦岛，纸贵洛阳。大法昌明，人才奋气；轨物纳民，勗哉多士！”（载《法潮》第一期，1927年12月付印）。
1930年间，王元超被派任福建闽侯地方法院推事，同时辞去在厦门大学的教职。1932年，王元超曾任晋江地方法院检察处首席检察官。1935年，王元超改任福建高等法院第四分院高等检察处首席检察官。1937年8月至12月，王元超兼任福建高等法院第四分院院长。